# 港町 (名古屋市)
港町（みなとまち）は、愛知県名古屋市港区の地名。丁番を持たない単独町名である。当地域の人口は0世帯・0人（2019年3月1日現在）。住居表示実施。

## 地理
名古屋市港区東部に位置する。東は大江町、西は築地町、北は入船一丁目・同二丁目に接する。

## 歴史

### 町名の由来
名古屋港の玄関口にあたる中心地であることによる。

### 沿革
- 1974年（昭和49年）12月9日 - 港区海岸通および港本町の各一部により、同区港町として成立[1]。
- 1981年（昭和56年）6月20日 - 埋立地を編入する[1]。

## 学区
市立小・中学校に通う場合、学校等は以下の通りとなる。また、公立高等学校に通う場合の学区は以下の通りとなる。
| 番・番地等 | 小学校                 | 中学校               | 高等学校 |
| ---------- | ---------------------- | -------------------- | -------- |
| 全域       | 名古屋市立西築地小学校 | 名古屋市立東港中学校 | 尾張学区 |

## 施設
- ガーデンふ頭[2]
  - 名古屋港水族館
  - ポートハウス[4]
  - ポートビル[4]
  - ガーデンふ頭臨港緑園[4]
    - つどいの広場[4]

  - 南極観測船ふじ[4]
  - JETTY
  - 名古屋港労働会館[4]

## その他

### 日本郵便
- 郵便番号 : 455-0033[WEB 3]（集配局：名古屋港郵便局[WEB 8]）。

### WEB
1. ↑  “愛知県名古屋市港区の町丁・字一覧”.   人口統計ラボ. 2017年4月8日閲覧。
2. 1 2  “町・丁目(大字)別、年齢(10歳階級)別公簿人口(全市・区別)”.   名古屋市 (2019年3月20日). 2019年3月21日閲覧。
3. 1 2  “郵便番号”.  日本郵便. 2019年3月17日閲覧。
4. ↑  “市外局番の一覧”.   総務省. 2019年1月6日閲覧。
5. ↑  名古屋市役所市民経済局地域振興部住民課町名表示係 (2015年10月21日). “港区の町名一覧”.   名古屋市. 2020年11月15日閲覧。
6. ↑  “市立小・中学校の通学区域一覧”.   名古屋市 (2018年11月10日). 2019年1月14日閲覧。
7. ↑  “平成29年度以降の愛知県公立高等学校（全日制課程）入学者選抜における通学区域並びに群及びグループ分け案について”.   愛知県教育委員会 (2015年2月16日). 2019年1月14日閲覧。
8. ↑  “郵便番号簿 2018年度版” (PDF).   日本郵便. 2019年4月14日閲覧。

### 書籍
1. 1 2 3  名古屋市計画局 1992, p. 843.
2. 1 2 3  「角川日本地名大辞典」編纂委員会 1989, p. 1535.
3. ↑  名古屋市計画局 1992, p. 542.
4. 1 2 3 4 5 6  「角川日本地名大辞典」編纂委員会 1989, p. 1536.